# Terra marginalis
Terra marginalis (реална утопија) је књига-пројекат аутора физизма:
- Горана Станковића
- Зорана Пешића Сигме
- Стевана Бошњака

## Критике
- Зоран Живковић (писац) Рецензија
- Илија Бакић Неостварени идеал хуманиста  (Објављено у недељном Дневнику, 20. 11.1998)
- Срђан В. Тешин О екологији, Колумбу, Марку Полу (Објављено у Књижевним новинама)
- Слободан Владушић Маргиналац или маргиналиста (Објављено у часопису Реч)